# Stanislas Rigault
Pour les articles homonymes, voir Rigault.
Stanislas Rigault, né le 16 mai 1999 à Angers (Maine-et-Loire), est un militant d'extrême droite français. Il est le fondateur et dirigeant de « Génération Z  », la branche jeunesse de Reconquête, parti d'Éric Zemmour dont il est porte-parole jusqu'en mars 2025.

## Biographie
Né le 16 mai 1999, il est le benjamin d'une famille de quatre enfants. Son père est officier et sa mère soignante. Il passe une partie de son enfance en outre-mer, où est affecté son père,.
Il effectue son stage de troisième chez le député-maire d'Orange, Jacques Bompard. Il fait ses études secondaires au lycée militaire du Prytanée La Flèche, puis commence des études supérieures en droit à l'Institut catholique de Vendée, fondé par Philippe de Villiers. 
En 2019, il cofonde L’Étudiant libre, un journal mensuel d’extrême droite et blog destinés aux jeunes,.
Avant d'avoir terminé ses études, il est recruté comme chargé de mission par l'Institut de formation politique, où il rencontre les futurs responsables de la campagne présidentielle de 2022 du journaliste d'extrême droite Éric Zemmour. Il fait la connaissance de celui-ci en 2020 par l’entremise de Sarah Knafo et devient son assistant sur CNews.
En février 2021, il crée « Génération Z » en vue de soutenir la possible candidature d'Éric Zemmour à l'élection présidentielle de 2022 ; cette organisation devient ensuite la branche jeunesse du parti Reconquête, lancé par Zemmour en décembre 2021,,,. Porte-parole et employé de Reconquête, Stanislas Rigault perçoit, d'après Le Monde, un salaire mensuel de 4 500 euros en juin 2022.
Il est candidat aux élections législatives de 2022 dans la deuxième circonscription de Vaucluse, où il a pour suppléante Marion Maréchal. Il est éliminé au premier tour, obtenant 10,54 % des voix,.
Lors des élections européennes de 2024, il est candidat en sixième position sur la liste Reconquête menée par Marion Maréchal.
Le 18 mars 2025, il annonce quitter Reconquête et laisser sa place de président de « Génération Z » à Hilaire Bouyé.

## Polémiques
Le 9 mars 2023, le président de l'université de Nice, Jeanick Brisswalter, annule la venue de Stanislas Rigault au sein de l'établissement, craignant des « troubles à l'ordre public »,.
En novembre 2023, après le meurtre de Thomas Perotto lors d'une fête communale à Crépol, il s'en prend sur les médias sociaux, avec d'autres comptes de l'extrême droite — souvent affiliés au parti Reconquête — à « la racaille des cités »,. Il déclare par ailleurs à Perrine Storme de BFM TV : « Je vous prends le pari que les suspects auront des noms à connotation maghrébine, africaine, issus de l'immigration ».